# Anna Calvi
Pour les articles homonymes, voir Calvi (homonymie).
Anna Calvi, née le 24 septembre 1980 à Twickenham, est une auteure-compositrice-interprète et musicienne anglaise.
Découverte en 2010 en Grande-Bretagne et encensée par le magazine NME qui la compare à PJ Harvey et Siouxsie, Anna Calvi sort son premier album en janvier 2011.

## Biographie
Anna Margaret Michelle Calvi est née le 24 septembre 1980 à Twickenham d'un père italien et d'une mère anglaise, tous deux hypnothérapeutes.
Elle déclare avoir grandi dans un environnement propice à la musique. Son père l'a initiée très tôt au rock de Jimi Hendrix, au blues de Captain Beefheart ou de Robert Johnson, et aussi à la voix féminine de Nina Simone. Elle commence par jouer du violon et de la guitare, est une pianiste accomplie mais commence le chant très tardivement à l'âge de vingt ans et étudie la musique à l'université de Southampton.
La chanteuse cite aujourd'hui parmi ses influences les compositeurs de musiques classique & contemporaine Carlo Gesualdo, Maurice Ravel, Claude Debussy, Olivier Messiaen et le compositeur de musique de films, Ennio Morricone. Calvi évoque aussi lors de ses interviews Patti Smith, Kate Bush, Édith Piaf, Jeff Buckley, David Bowie, Scott Walker ou encore Elvis Presley. Pour l'enregistrement de son deuxième album, elle s'est dite beaucoup influencée par le travail de Tom Waits.
Après avoir été brièvement la chanteuse et guitariste du trio londonien Cheap Hotel entre 2006 et 2008, Anna Calvi se présente désormais sous son seul nom.
L'artiste a collaboré notamment avec Marianne Faithfull (album Give my Love to London en 2014) et David Byrne (album American Utopia en 2018), ainsi que Charlotte Gainsbourg, Courtney Barnett, Julia Holter et Joe Talbot sur son propre disque Hunted (2020).

## Concerts

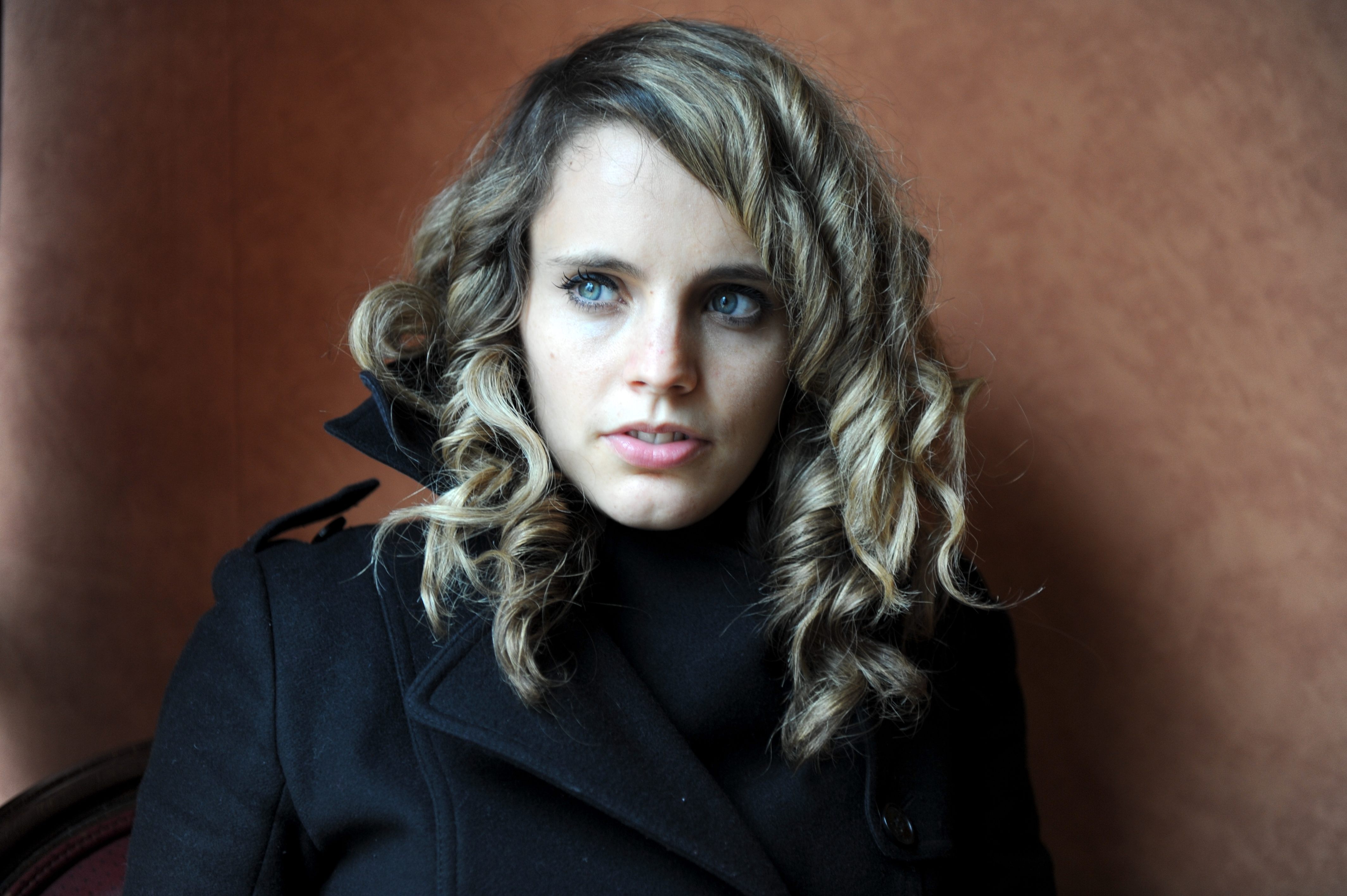
Anna Calvi, le 17 janvier 2011 à Paris.

Anna Calvi s'est produite le 22 avril 2011 au Trianon à Paris. Le concert a été diffusé par Arte, précédé d'une courte interview lors de laquelle elle raconte avoir appris la guitare sur les disques de Jimi Hendrix, et le chant en écoutant Nina Simone et Maria Callas.
En 2012, Anna Calvi a été filmée par la Blogothèque dans le cadre des concerts à emporter. 
Elle a participé aux éditions 2011 et 2018 du festival Rock-en-Seine.
En 2018, Anna Calvi livre la performance inaugurale du festival Ō aux thermes de Dioclétien, à Rome, sous la direction artistique de Cristiano Leone. Ce concert est un aperçu de sa tournée de promotion pour l'album Hunter.

## Discographie

### Singles
- 2010 - Jezebel / Moulinette
- 2011 - Blackout
- 2011 - Desire
- 2011 - Suzanne & I
- 2011 - Surrender (Elvis Presley cover)
- 2011 - Baby It's You (The Shirelles cover)
- 2011 - Wolf Like Me (TV On The Radio cover)
- 2013 - Suddenly
- 2013 - Eliza
- 2014 - Piece By Piece
- 2014 - Strange Weather
- 2018 - Don’t Beat The Girl Out Of My Boy